# François Rochebrune
François Rochebrune (en polonais : Franciszek Rochebrune) ou François Rochebrun est un militaire français né le 1er janvier 1830 à Vienne (Isère) et mort au combat le 19 janvier 1871, pendant le siège de Paris,. Après avoir servi dans l'armée française, dans les Zouaves, pendant la guerre de Crimée, il a travaillé deux ans comme professeur de français en Pologne, puis est revenu chez les Zouaves pendant 5 ans avec le grade de sergent. En 1862, il se réinstalle en Pologne. Lors de l'insurrection de Janvier 1863 contre l'armée russe, il a créé et dirigé une unité polonaise nommée « les Zouaves de la mort (en) ». Au bout de quelques mois, il a été promu général. C'est cette participation à l'insurrection polonaise qui lui a valu sa notoriété.

## Biographie
François Rochebrune est né à Vienne en Isère le 1er janvier 1830, sous le nom de François Argoud. Argoud est le nom de sa mère, Mariette Argoud, « fille de service » ; le père n'est pas nommé. Il est légitimé par le mariage subséquent de ses parents, François Rochebrun et Mariette Anne Argoud, le 4 novembre 1840 et prend alors le patronyme de Rochebrun. Il appartient à une famille très modeste.
À 14 ans, il commence son apprentissage chez un imprimeur. Il rejoint ensuite l'armée française et sert dans le 17e régiment d'infanterie de ligne, puis dans les zouaves pendant la guerre de Crimée. De 1855 à 1857, il enseigne le français à l'aristocratie polonaise de Cracovie (famille Tomkowicz), dans la partie autrichienne de la Pologne. En 1857, il participe comme sergent à l'expédition franco-britannique en Chine. Il quitte l'armée française en 1862 pour s'installer à Varsovie, dans la partie russe de la Pologne. Peu après, il revient à Cracovie, où il tient une école d'escrime,, qui devient bientôt une sorte d'académie militaire (la seule de ce genre dans la partie autrichienne du pays), qui a formé beaucoup des futurs officiers polonais de l'insurrection de Janvier.
Lorsque l'insurrection a éclaté en janvier 1863, Rochebrune a offert ses services aux dirigeants du soulèvement et s'est rendu avec certains des étudiants de son école d'escrime, dans un camp des insurgés organisé à Ojców par Apolinary Kurowski. C'est là, sur la base de son expérience avec les zouaves français, qu'il a formé les unités connues plus tard sous le nom de zouaves de la mort (en),. Leur premier engagement a eu lieu à la bataille de Miechow (en), le 17 février, où Rochebrune lui-même a mené une charge à la baïonnette contre des positions russes. L'unité a subi de très nombreuses pertes et, bien que sa propre attaque ait été un succès, les forces polonais ont perdu la bataille. Après celle-ci, Rochebrune a commencé à écrire son nom « de Rochebrune ». 

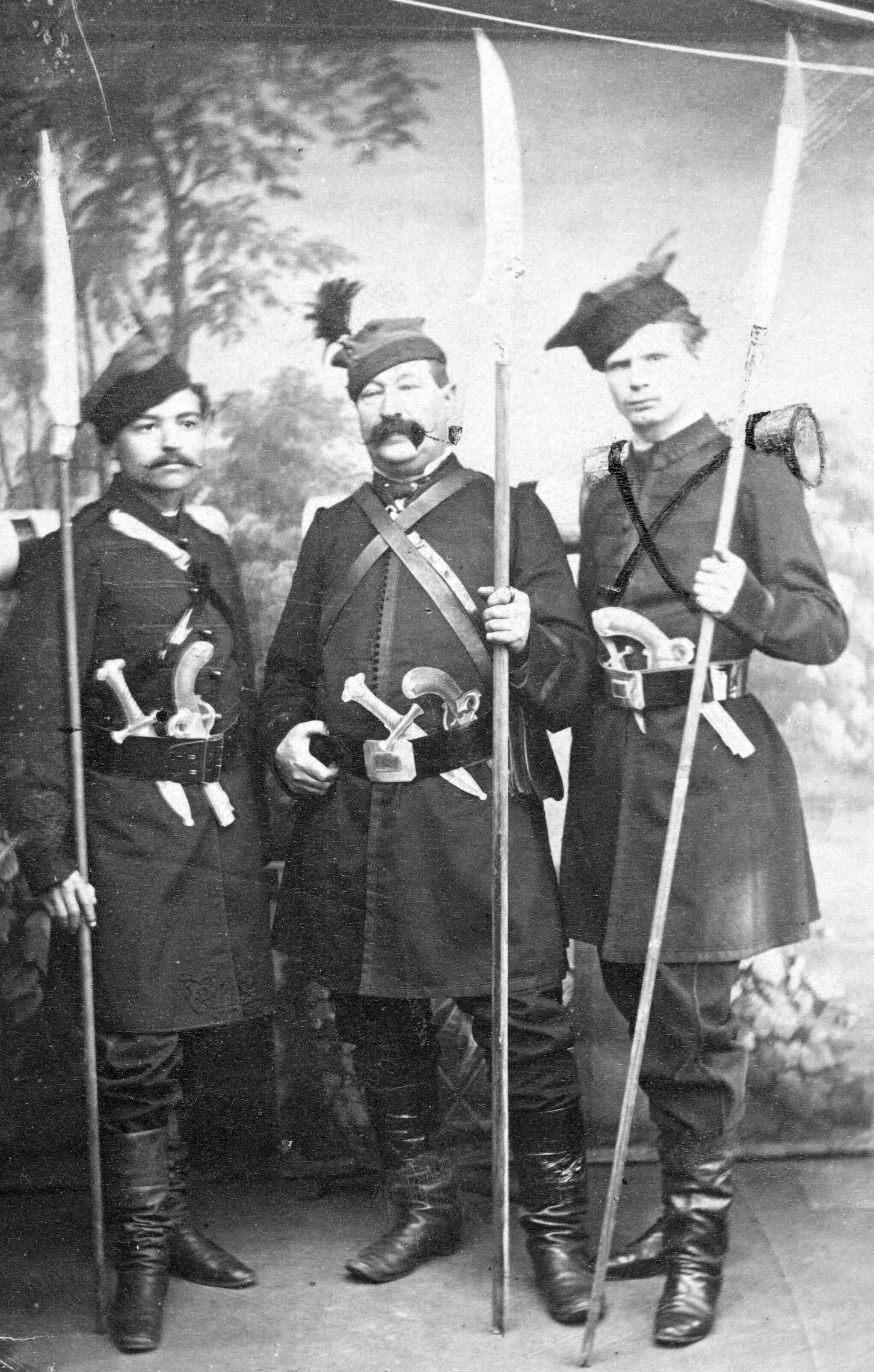
Trois kosynierzy de l'insurrection de janvier.

Il a réorganisé les zouaves de la mort à Cracovie et les a menés aux batailles de Chrobrze et de Grochowiska (en). Dans ce dernier engagement, après que le général Marian Langiewicz ait perdu le contrôle des forces polonaises, Rochebrune a pris le commandement avec l'aide de ses zouaves, et rétabli l'ordre en retenant personnellement des soldats pris de panique, en les remettant en ligne, en pointant son pistolet sur eux et en les maudissant en mauvais polonais (« psiakrew! która godzina? » - "Bon Dieu! Voudrais-tu me dire l'heure?" — selon des sources contemporaines, c'étaient les seules phrases en polonais qu'il connaissait). Il conduisit ensuite une attaque réussie de ses zouaves et des kosynierzy, obligeant les Russes à s'enfuir. Il a pour cela été promu général après la bataille. Sa candidature au poste de commandant en chef de l'insurrection a été considérée, mais rejetée, et Rochebrune, déçu par les querelles politiques, partit temporairement pour la France. Il est revenu plus tard cette année-là et a combattu en Volhynie, prenant part à la bataille (perdue) de Poryck (en).
En France, sa valeur dans le soulèvement, qui était une cause populaire parmi le public français, lui a valu la Légion d'honneur[réf. souhaitée] et le grade de capitaine,,,. Il a rejoint l'armée française et combattu lors de la guerre franco-allemande de 1870. Il commandait une unité surnommée « les Gaulois » et portait l'uniforme des zouaves. Il a été tué le 19 janvier 1871, lors de la seconde bataille de Buzenval, à la redoute de Montretout (commune de Saint-Cloud), en tant que colonel attaché au 19e régiment de la garde nationale,,.
Il existe un portrait du colonel mourant par Lucien Chatain à l'hôtel de ville de Vienne.